# Facultatea de Inginerie Aerospațială (Universitatea Politehnica din București)

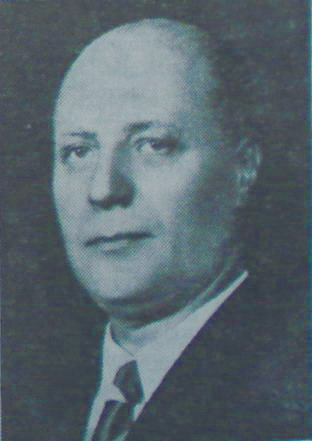
Acad. Elie Carafoli.

Facultatea de Inginerie Aerospațială este o instituție de învățământ superior din cadrul Politehnicii București care pregătește ingineri în domeniul ingineriei aerospațiale. Nivelul de învățământ este între licență de inginer și doctorat în științe inginerești. Facultatea este împărțită în mai multe secții care se specializează în anumite subdomenii, descrise mai jos. Cele mai multe cursuri se țin în campusul satelit al Politehnicii de pe strada Polizu, cu anumite cursuri ținute în campusul principal de pe Splaiul Independenței. Absolvenții sunt esențiali în susținerea și dezvoltarea aviației românești, susținând companii ca (în ordine alfabetică): Aerostar, IAR, Romaero și TAROM. Începuturile acestei facultăți sunt strâns legate de Elie Carafoli, absolvent al Politehnicii din București în anul 1924. Printre altele, Carafoli este cel care a proiectat și construit sufleria aerodinamică de deasupra Corpului H.

## Istoric
La început a fost o subsecție a Facultății de Electromecanică. Din 1948 devine secție a Facultății de Mecanică.
Studiile universitare în aviație au fost inaugurate în 1928, când prof. Elie Carafoli a deschis primul curs de Aeronautică la Școala Politehnică din București. Tot el a construit primul tunel aerodinamic din sud-estul Europei în 1931, tunel aflat încă în stare de funcționare.

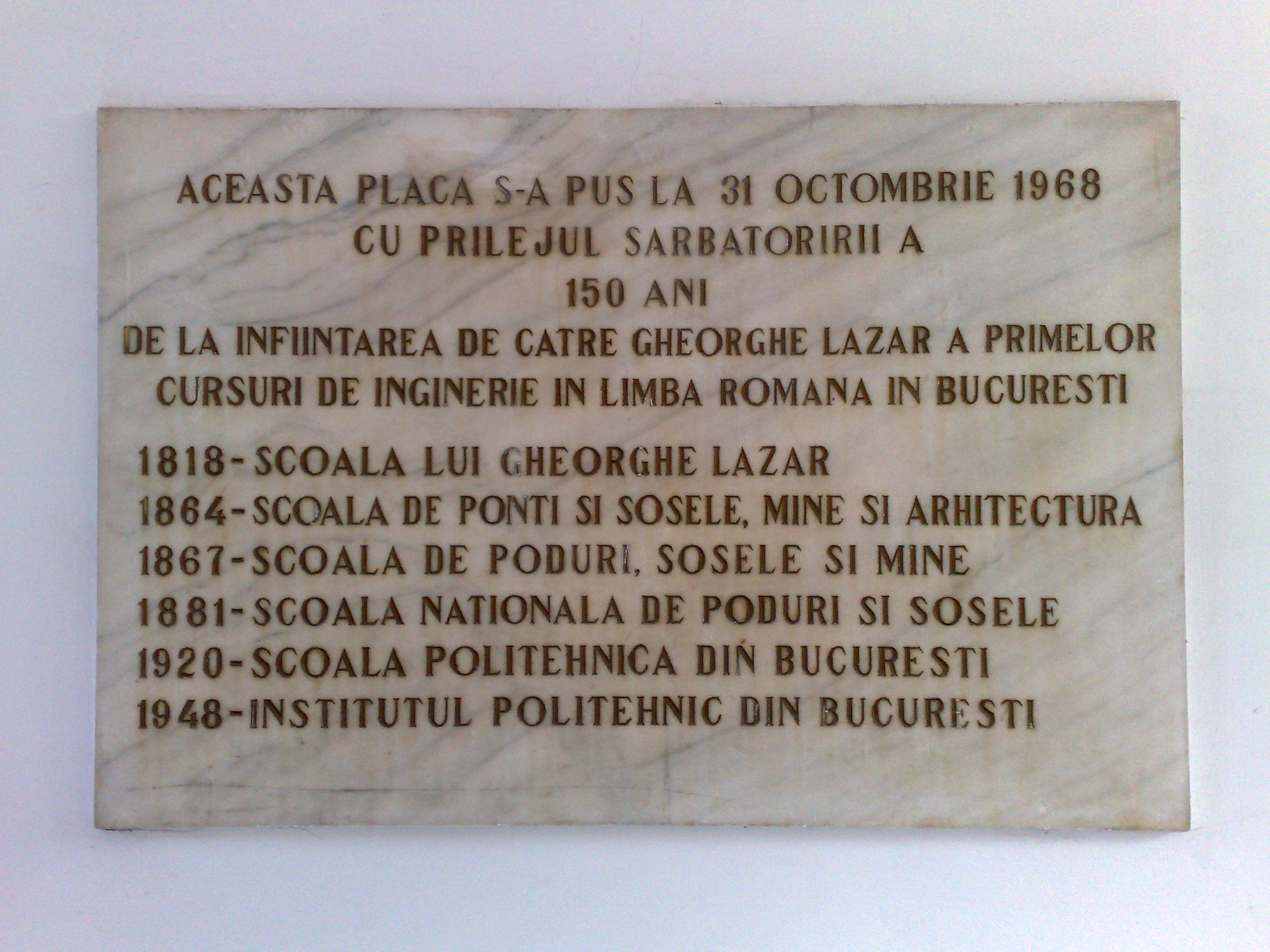
Placă comemorativă, cu ocazia a 150 de ani de la înființarea facultății

Învățământul aerospațial superior în România s-a născut în anul 1928 cu ocazia prilejuită de primele conferințe de aerodinamică  ținute de tânărul conferențiar dr. ing. Elie Carafoli.
De-a lungul perioadei 1931 – 1972 secția sau specializarea, destinată a pregăti ingineri în domeniul aerospațial, a aparținut diferitelor facultăți cu profil mecanic din Școala Politehnică și a avut diverse denumiri, precum: secția de aviație, secția de aeronave și instalații de bord, secția de aeronautică.
Facultatea de Construcții Aerospațiale a luat ființă în anul 1971, cu trei specializări: Aeronave, Sisteme de propulsie (turbomotoare, rachete) și Instalații de bord. Înființarea facultății este legată de dezvoltarea impetuoasă a industriei de aviație și a cercetării în domeniu declanșate după anul 1968.
În 1979 facultatea, cu aceleași specializări, își schimbă denumirea în Facultatea de Aeronave.
În anul 2003, la 7 ani de la schimbarea denumirii facultății de profil în Facultatea de Inginerie Aerospațială (1996), se înființează specializarea de Inginerie și management aeronautic, destinată pregătirii inginerilor economiști în domeniul aerospațial. În același an, se înființează și o structură în domeniul cercetării științifice sub auspiciile CCAS (Centrul de cercetări pentru Aeronautică și Spațiu).
În anul 2009, pentru a răspunde exigențelor europene în domeniul aerospațial, s-a înființat specializarea Navigație aeriană, cu predare în limba engleză.
De-a lungul celor aproape 80 de ani de activitate, cei peste 80 de profesori din școala superioară de aeronautică și astronautică au format peste 5000 de ingineri.

Profesori de vază:
- Prof.dr.doc. Augustin Petre (13.11.1923 – 07.01.1999)
- Prof.dr.ing. Mihai M. Niță, membru corespondent al Academiei Internaționale de Astronautică din 1969 (07.01.1928 – 21.10.1999)
- Prof.dr.doc. Victor Pimsner (1920 – 2000)
- Acad.Prof.dr.ing. V.N. Constantinescu (27.03-1931 – 31.01.2009)

## Secții

### Licență (4 ani)
Domeniu: Inginerie aerospațială
- Design Aeronautic
- Construcții aerospațiale
- Sisteme de propulsie
- Echipamente și instalații de aviație
- Inginerie și management aeronautic
- Air Navigation (Navigație aeriană)

### Master (2 ani)
Domeniu: Inginerie aerospațială
- Avionică și navigație aerospațială
- Inginerie și management aerospațial
- Management aeronautic
- Propulsie aerospațială și protecția mediului
- Structuri aeronautice și spațiale

Domeniu: Inginerie industrială
- Grafică inginerească și design

### Doctorat
Domeniu: Științe inginerești
- Inginerie aerospațială

## Studenți
În campusul facultății se găsește și sediul asociațiilor studențești EUROAVIA, ASFIA (Asociația studenților din Facultatea de Inginerie Aerospațială) și AESO (Aerospace Engineering Students' Organization).

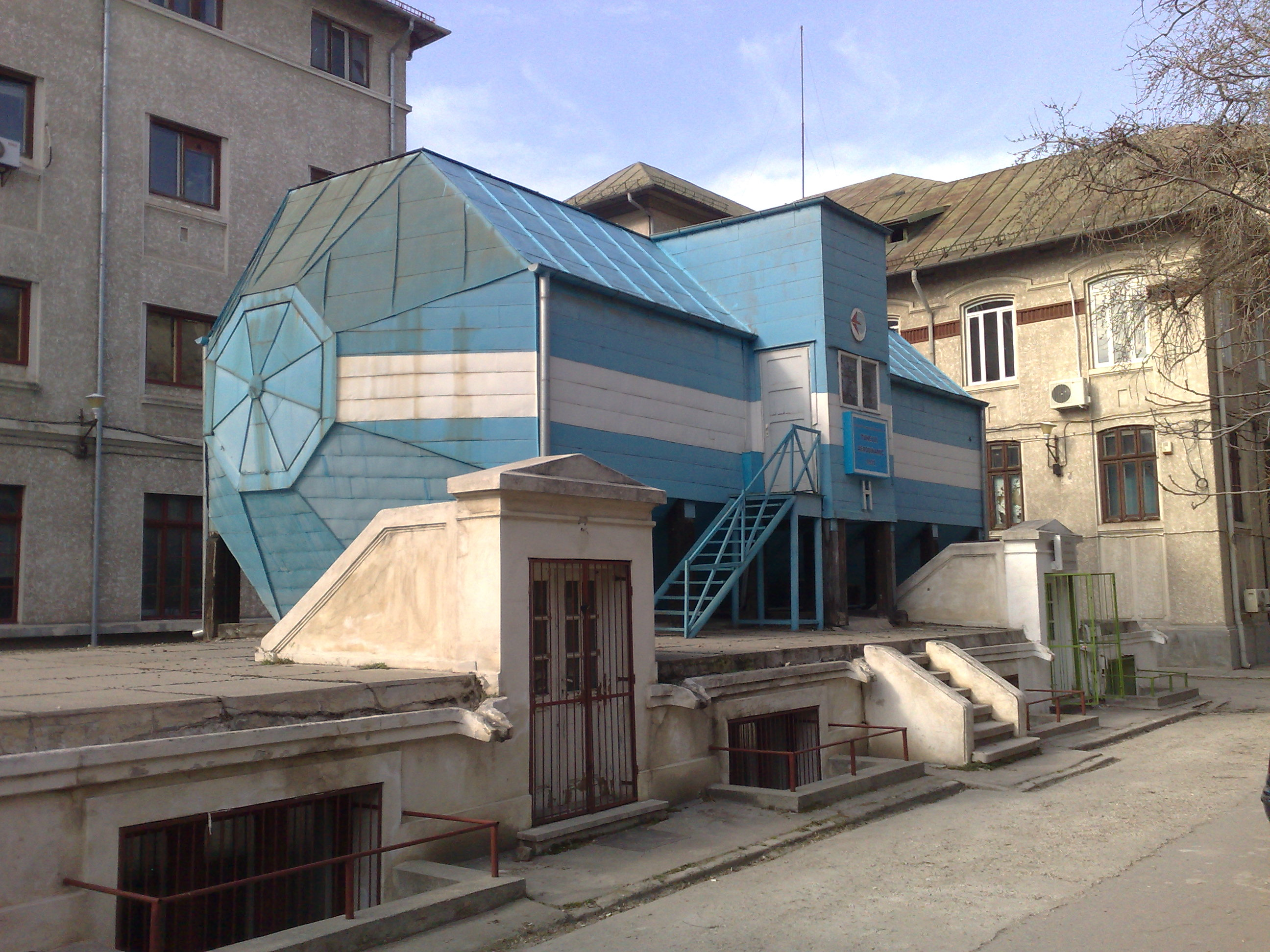
Sufleria aerodinamică din campusul FIA, sub care se afla corpul H al facultății, sediul departamentului tehnic al asociației EUROAVIA.